# Sincheon-dong, Seoul
Sincheon-dong hoặc Sincheon là một phường (dong) ở Songpa-gu, Seoul được phục vụ bởi Ga Jamsillaru trên Tàu điện ngầm Seoul tuyến 2. Tên phường có nghĩa là "dòng suối mới" và là tên của một số khu vực khác ở Nam và Bắc Hàn.

## Giáo dục
Trường học tại Sincheon-dong:
- Trường tiểu học Jamdong
- Trường tiểu học Jamhyun
- Trường tiểu học Jamsil
- Trường trung học Jamsil
- Trường phổ thông Jamsil

## Vận chuyển
- Ga Jamsilnaru của
- Ga Jamsil của  và
- Ga Mongchontoseong của

## tham khảo
1. ↑  “Bản sao đã lưu trữ”. Bản gốc lưu trữ ngày 13 tháng 9 năm 2017. Truy cập ngày 1 tháng 8 năm 2020.
2. ↑  “신천동 (Sincheon-dong 新川洞)” (bằng tiếng Hàn). Doosan Encyclopedia. Truy cập ngày 15 tháng 4 năm 2008.[liên kết hỏng]
3. ↑  “The birth of Sincheon after the great flood in the 15th year during King Jungjong's reign (중종 15년 대홍수로 새로 생긴 '신천동')” (bằng tiếng Hàn). Dongbu Shinmun. Truy cập ngày 15 tháng 4 năm 2008.[liên kết hỏng]

## Liên kết
- Songpa-gu map[liên kết hỏng]